# Evangelio del Monstruo de Espagueti Volador
El Evangelio del Monstruo de Espagueti Volador (en inglés:The Gospel of the Flying Spaghetti Monster) es un libro satírico escrito por Bobby Henderson donde se da cuerpo a las creencias de la religión paródica de la Iglesia del Monstruo de Espagueti Volador o pastafarismo. El Monstruo de Espagueti Volador fue creado por Bobby Henderson en una carta abierta dirigida al consejo de educación de Kansas en la que se parodiaba el concepto de diseño inteligente por su anuncio de incluirlo en el currículum educativo. Tras su publicación se convirtió en un fenómeno de Internet y apareció en muchos periódicos que captó la atención de los editores. Salió al mercado en marzo de 2006 en la editorial Villard Books. El Evangelio desarrolla las creencias del pastafarismo apuntadas en la carta de protesta.
El Evangelio incluye un mito sobre la creación, una serie de mandamientos y una guía para evangelizar, y discute la historia y las formas de vida según la perspectiva pastafari. Henderson usa la sátira para mostrar los fallos del creacionismo que demostrarían la existencia del Monstruo de Espagueti Volador, y satiriza al movimiento por el diseño inteligente en el proceso.

## Contexto
En 2005 Bobby Henderson, entonces un graduado en física por la Universidad Estatal de Oregón de 25 años, parodió el concepto de diseño inteligente aduciendo creer en un Monstruo de Espagueti Volador en una carta abierta dirigida al consejo de educación del estado de Kansas. Primeramente mandó la carta a las vistas sobre evolución de Kansas como protesta satírica contra la pretensión de que se enseñara el diseño inteligente en las clases de biología. En la carta apuntaba que:

Creo que todos podemos esperar el tiempo en que las tres teorías sean impartidas con igual cuota de tiempo en nuestras clases de ciencias de todo el país, y finalmente el mundo, un tercio del tiempo para el diseño inteligente, otro tercio para el Monstruo de Espagueti Volador y un tercio para una conjetura lógica basada en pruebas observables aplastantes.
Bobby Henderson

En mayo, sin haber recibido respuesta del consejo de educación de Kansas, Henderson colgó la carta en su página web personal. En poco tiempo el pastafarianismo se convirtió en un fenómeno de internet. La preocupación pública creció y los principales medios de comunicación se hicieron eco del fenómeno. El Monstruo de Espagueti Volador se convirtió en un símbolo de la causa contra el diseño inteligente en la educación pública. La carta se publicó en muchos periódicos importantes, incluyendo el New York Times, Washington Post y el Chicago Sun Times, y también apareció en la prensa de otros países.
Según Henderson, los artículos de prensa atrajeron la atención de los editores de libros, de forma que en un momento hasta seis editores estaban interesados en el Monstruo de Espagueti Volador. En noviembre de 2005 Henderson recibió un anticipo de 80.000 $ de la editorial Villard para escribir el Evangelio del Monstruo de Espagueti Volador. Henderson dijo que planeaba usar los beneficios para construir un barco pirata, con el que extendería la religión pastafari. El libro salió al mercado el 28 de marzo de 2006.

## Resumen
El Evangelio presenta los principios del pastafarismo, a menudo sátiras del creacionismo, desarrollando las «creencias» expuestas en la primera carta. Se incluye un mito sobre la creación, una guía propagandística para evangelizar, algunas «pruebas» pseudocientíficas y varios juegos de palabras con la pasta. Además de algunos dibujos burdos y varias fotografías manipuladas, Henderson emplea la ironía para presentar los supuestos  fallos que desvela la evolución y discute la historia y el estilo de vida según al punto de vista pastafari. El libro también proporciona una guía de días sagrados pastafaris. Además, Henderson expone detalladamente la creencia pastafari original de que el número de piratas, venerados por los pastafarís, es la causa directa del incremento global de la temperatura. Este argumento fue el usado de forma humorística en la carta al consejo de educación para demostrar que la correlación no implica causa.
El libro anima a los lectores a que prueben el pastafarismo por 30 días, diciendo: «Si no te gustamos, tu antigua religión probablemente te acogerá de nuevo».

### Mito de creación pastafari
El Evangelio empieza relatando que la creación del universo se debe al Monstruo de Espagueti Volador, que es invisible e indetectable. El primer día, el Monstruo de Espagueti Volador separó las aguas de los cielos. El segundo día, como no podía caminar sobre el agua por mucho tiempo y se había cansado de volar, creó la tierra, completándola con un volcán de cerveza. Satisfecho, el Monstruo de Espagueti se dio un capricho con la cerveza del volcán y se levantó resacoso. Entre la noche de borrachera pasó el mediodía torpe y el Monstruo de Espagueti Volador creó los mares y la tierra (por segunda vez, porque se lo había olvidado el día anterior y con la borrachera explica los errores de la creación). Después creó el Cielo y a un enano, al que llamó Hombre. El hombre y su igualmente baja mujer vivieron felices en el Huerto de los Olivos del Paraíso por algún tiempo, hasta que el Monstruo de Espagueti Volador causó una inundación global en un accidente de cocina.
Esta creación, según el libro, ocurrió hace solo 5.000 años, lo que sería irrisorio para los científicos. Todas las pruebas que contradicen esto fueron puestas adrede por el Monstruo de Espagueti Volador para poner a prueba la fe de los pastafari. Además, parodiando a ciertos literalistas bíblicos, Henderson usa este argumento imitando a los proponentes de diseño inteligente: quien, desde su punto de vista, «primero definen su conclusión y entonces reúnen pruebas que la apoyen».

### Los realmente preferiría que no

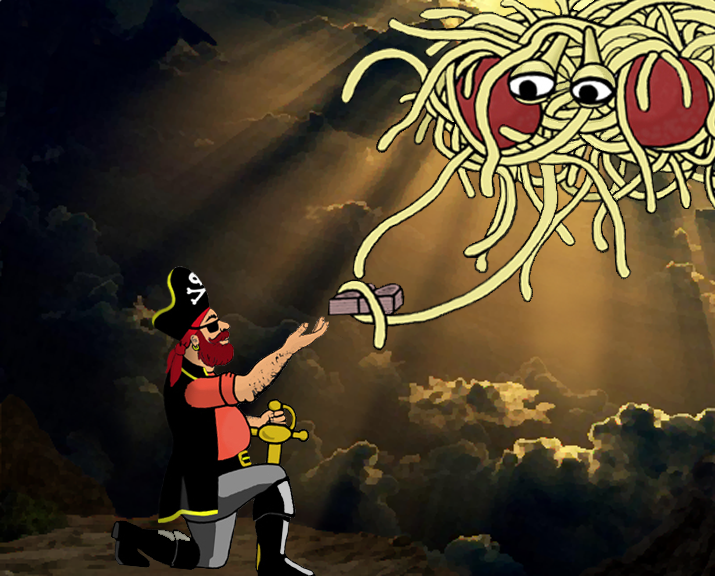
Representación del Monstruo de Espagueti Volador entregando al capitán Mosey las tablas con los «Realmente preferiría que no» (Mandamientos) en el monte Salsa.

Según Henderson, en el Evangelio del Monstruo del Espagueti Volador cuando Mosey, el capitán pirata, estaba en la cima del Monte Salsa (parodiando al Moisés bíblico) recibió consejo del MONESVOL en forma de diez tablas de piedra. Estas fueron llamadas por el MEV los «Realmente preferiría que no» (I'd really rather you didn't en el original inglés), «Mandamientos» (Commandments) por Mosey y «Condimentos» (Condiments) por su tripulación pirata, que no había oído antes la palabra «mandamientos». Aunque originalmente había diez, dos se cayeron mientras Mosey bajaba de la montaña. El contenido de los mandamientos del MEV se refiere al trato con la gente de otras creencias, la forma de adoración a Él, la conducta, incluidas la sexual, y la nutricional:
1. Realmente preferiría que no actuaras como un imbécil santurrón que se cree mejor que los demás cuando describas mi tallarinesca santidad. Si alguien no cree en mí, no pasa nada. En serio, no soy tan vanidoso. Además, esto no es sobre ellos, así que no cambies de tema.
2. Realmente preferiría que no usases mi existencia como un medio para oprimir, subyugar, castigar, eviscerar, o... ya sabes, ser malo con los demás. Yo no requiero sacrificios, y la pureza es para el agua potable, no para la gente.
3. Realmente preferiría que no juzgases a las personas por su aspecto, o su forma de vestir, o de hablar, o... mira, solo sé bueno, ¿vale? ¡Ah!, y que te entre en la cabeza: mujer = persona, hombre = persona, lo mismo = lo mismo. Ninguno es mejor que el otro, a menos que hablemos de moda claro, lo siento, pero eso se lo dejé a las mujeres y a algunos tipos que conocen la diferencia entre el aguamarina y el fucsia.
4. Realmente preferiría que no te satisficieras con conductas que te ofendan a ti mismo o a tu compañero amoroso mentalmente maduro y con edad legal para tomar sus propias decisiones. Respecto a cualquier otro que quiera objetar algo, creo que la expresión es «jódete», a menos que lo encuentren ofensivo, en cuyo caso pueden apagar el televisor y salir a dar un paseo, para variar.
5. Realmente preferiría que no desafiaras las ideas fanáticas, misóginas y de odio de otros con el estómago vacío. Come, luego ve tras los malditos.
6. Realmente preferiría que no construyeras iglesias/templos/mezquitas/santuarios multimillonarios a mi tallarinesca santidad cuando el dinero podría ser mejor gastado en (tú eliges):   1. Terminar con la pobreza.
  2. Curar enfermedades.
  3. Vivir en paz, amar con pasión y bajar el precio de la televisión por cable.
Puedo ser un ser omnipresente de carbohidratos complejos, pero disfruto de las cosas sencillas de la vida. Debo saberlo, para eso YO SOY el creador.
7. Realmente preferiría que no fueras por ahí contándole a la gente que hablo contigo. No eres tan interesante. Madura ya. Te dije que amaras a tu prójimo, ¿no entiendes las indirectas?
8. Realmente preferiría que no les hicieses a los otros lo que te gustaría que te hiciesen a ti si te van las... ejem... las cosas que usan mucho cuero/lubricante/Las Vegas. Si a la otra persona también le gusta (según el n.º 4), entonces disfrutadlo, sacaos fotos, y por el amor de Mike ¡usad un PRESERVATIVO! En serio, es un pedazo de goma. Si no hubiera querido que lo disfrutarais al crearlo habría añadido púas, o algo.